# Neolophonotus boa
Neolophonotus boa là một loài ruồi trong họ Asilidae. Neolophonotus boa được Londt miêu tả năm 1988. Loài này phân bố ở vùng nhiệt đới châu Phi.